# 俄亥俄州县级行政区列表
俄亥俄州由88个县组成。其中九个县在1802年的俄亥俄州制憲大會时就已经存在。《俄亥俄州憲法》容许各县像城市村镇一样订立自己的宪章，不过仅有萨米特县和凱霍加縣订立了宪章。
人口数据的来源是2023年的估計，俄亥俄州人口为1,178萬5,935人，比2020年人口普查時略微減少了0.1%。俄亥俄州的县平均人口为13萬3,931人; 富蘭克林郡在俄亥俄州各县中拥有最多的人口（132萬6,063人），文頓郡的人口最少（12,474人）。县平均面积为464平方英里（1,200平方公里）。 阿什特比拉縣以702.44平方英里（1,819.3平方公里）居首，而湖郡的面积最小（228.21平方英里，即591.1平方公里）。全州总面积为40,860.69平方英里（105,828.7平方公里）。
以下表格会在每一个县的名称后面列出其聯邦資訊處理標準代码（简称代码），该代码是联邦政府用来区分各州和各县的唯一识别码。这些识别码链接到美国人口普查局关于该县的简介页面。俄亥俄州的代码是39，结合任何一个县的代码则为。例如亚当斯县在全国的唯一代码为39001。不过，车辆管理局和交通部则以从1-88的序列数及三个字母的缩写作为各县的代码。